# Лејси (Вашингтон)
Лејси (енгл. Lacey) град је у америчкој савезној држави Вашингтон. По попису становништва из 2010. у њему је живело 42.393 становника.

## Демографија
Према попису становништва из 2010. у граду је живело 42.393 становника, што је 11.167 (35,8%) становника више него 2000. године.
| Група             | 2000.          | 2010.          |
| Белци             | 23.560 (75,4%) | 29.489 (69,6%) |
| Афроамериканци    | 1.490 (4,8%)   | 2.302 (5,4%)   |
| Азијати           | 2.423 (7,8%)   | 3.376 (8,0%)   |
| Хиспаноамериканци | 1.843 (5,9%)   | 3.886 (9,2%)   |
| Укупно            | 31.226         | 42.393         |